# 沙马拉达乡
沙马拉达乡，是中华人民共和国四川省凉山彝族自治州喜德县下辖的一个乡镇级行政单位，海拔2180米。
2021年1月12日，撤销洛莫乡和巴久乡，将原洛莫乡和原巴久乡所属行政区域划归沙马拉达乡管辖。

## 行政区划
沙马拉达乡下辖以下地区：
火把村、马布村、甘主村、沙马拉达村、依子觉莫村和铁口村。
- 成昆铁路瓦祖站
- 成昆铁路沙马拉达站
- 沙马拉达乡的一个安置点
- 韩都路沟马布村附近

## 交通
- 成昆铁路：沙马拉达站